# Antisleep Vol. 2
 (mars 2017).
Si vous disposez d'ouvrages ou d'articles de référence ou si vous connaissez des sites web de qualité traitant du thème abordé ici, merci de compléter l'article en donnant les références utiles à sa vérifiabilité et en les liant à la section « Notes et références ».
Albums de Blue Stahli (en)
Blue Stahli
(2011) Antisleep Vol. 03
(2012)
Singles
1. Smackdown[2]
Sortie : 1er novembre 2011

Antisleep Vol.2 est le troisième album du multi-instrumentiste Bret Autrey, fondateur du projet de rock électronique Blue Stahli (en), sorti en décembre 2011, et son deuxième album instrumental, après Antisleep Vol. 01 (en).

## Liste des titres
| 1.    | Let's Go                 | 2:35 |
| 2.    | Blast Action             | 2:15 |
| 3.    | Trash Glamour Rock Chick | 2:25 |
| 4.    | So So Bad                | 2:40 |
| 5.    | Smackdown                | 2:05 |
| 6.    | Rapide Fire              | 2:28 |
| 7.    | Jet Set                  | 2:19 |
| 8.    | Jackhammer Manifesto     | 2:56 |
| 9.    | Kiss Kiss Bang Bang      | 2:36 |
| 10.   | Glitterati               | 2:30 |
| 11.   | Railgun                  | 2:22 |
| 12.   | Vegas Baby               | 2:28 |
| 13.   | Fierce Pop Starlet       | 2:29 |
| 14.   | Dragstrip Burnout        | 1:57 |
| 15.   | Slick                    | 2:51 |
| 16.   | Let's Go (Instrumental)  | 2:34 |
| 17.   | So So Bad (Instrumental) | 2:40 |
| 42:10 |                          |      |